# Острог
Остро́г (Остріг) — місто в Україні, Рівненського району Рівненської області, центр Острозької міської громади. Розміщене за 16 км від залізничної станції Острог на лінії Здолбунів — Шепетівка, 48 км від міста Рівного та за 3,2 км від Хмельницької атомної електростанції. Відоме з 1100 року. 1585 р. місто отримало Магдебурзьке право.

## Походження назви
За однією з версій походження назви міста таке: пагорб Замкова гора, розташований у місті, був оточений дерев'яною огорожею, яка складалася з загострених зверху колод — острог. Припускають, що назву місто одержало від давньоруського слова «острог», що означало укріплення, обнесене тином. Стародавні назви його були Острогобор, тобто укріплення в бору, і Остроріг, тобто гострий ріг, який утворили названі вище відроги гір, що впираються в подільську височину.

## Географія
Острог знаходиться на півдні Рівненської області, на кордоні між Рівненською і Хмельницькою областями. З півдня на північний схід біля міста протікає річка Вілія.
Координати: 50°19′45″ пн. ш. 26°31′11″ сх. д. / 50.32917° пн. ш. 26.51972° сх. д.

## Історія
Острог — місто стародавнє, про нього вже згадується в Іпатіївському літописі під 1100 роком, коли він разом з городищем Більмаж були віддані за рішенням Ветичівського з'їзду Давиду Ігоровичу, внуку Ярослава Мудрого взамін за Володимерецьке князівство за осліплення Василька Ростиславича.
Розвиток феодальних відносин, вигідне фізико-географічне положення, зручне для оборони місце розташування сприяли зростанню Острога, який перетворюється на місто ранньофеодального типу, стає адміністративно-політичним центром округи, ремісничо-торговельним осередком. Його жителі займалися ковальством, ливарством, гончарством, будівельною справою.

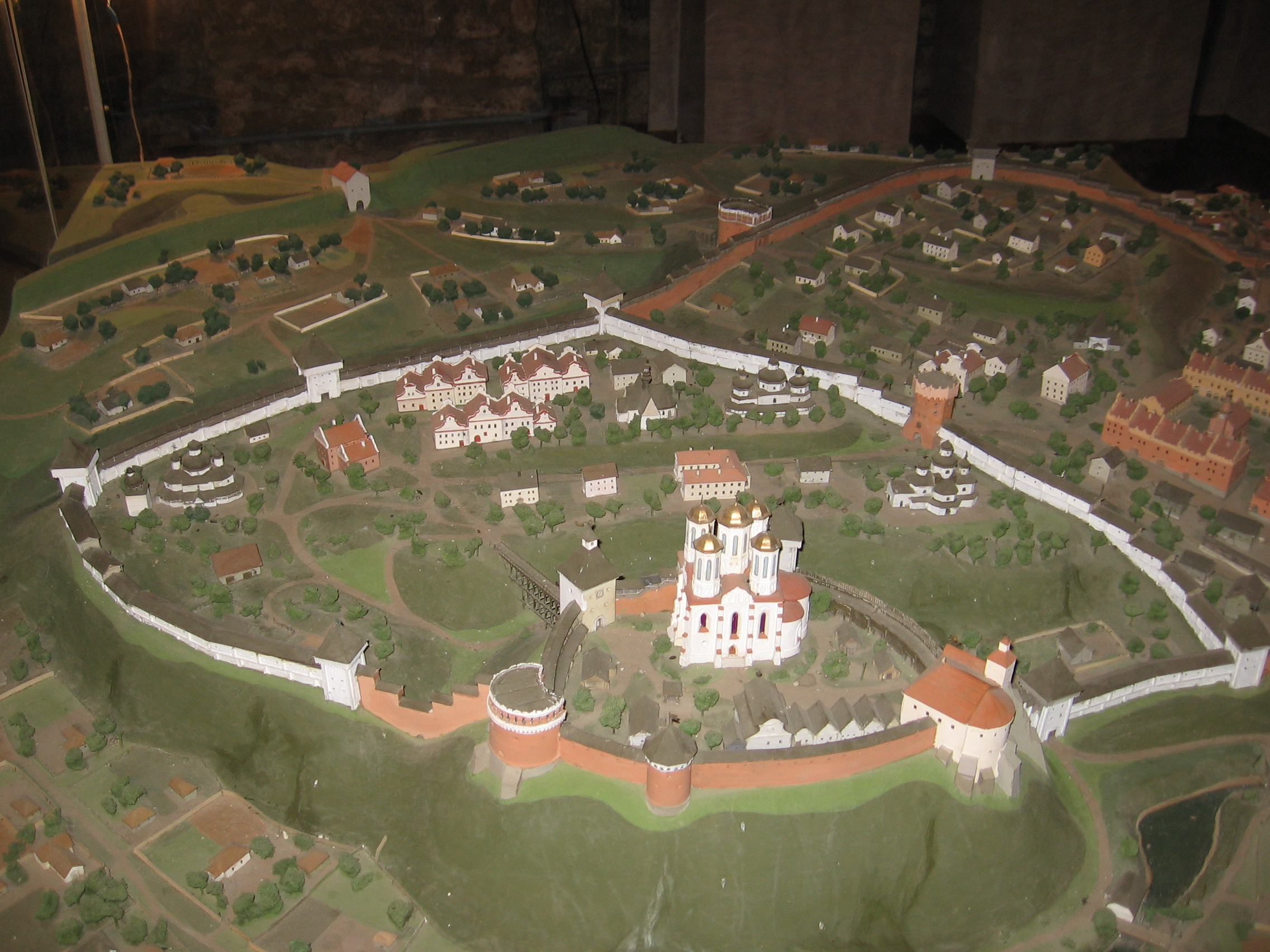
Макет м. Острога.

1199 року Острог стає частиною Галицько-Волинського князівства.
У грамоті 1322 року надання сіл соборній церкві в Луцьку, Климентія було названо владикою луцьким і острозьким, а «богоспасаемый город Острог» князь Любарт вважає своїм володінням.
У 1340 році в Густинському літописі був згаданий перший історично відомий князь з династії Острозьких — Данило (помер близько 1386 року). Літопис повідомляє про його перемогу в Галичині над військом польського короля Казимира III. Із іменем князя Данила пов'язують будівництво в 3-й чверті XIV століття найдавнішої в Острозі кам'яної споруди — Вежі Мурованої
Син Данила Федір Острозький отримав 1396 року підтвердну грамоту на ці володіння від князя Вітовта. Близько 1430 року навколо Острога спорудили потужні укріплення з вежами, оточені ровом і валом.
Поблизу Острога знаходились оборонні городища: Кураж, Милятин, Могиляни, Бродів, Монастирок, Межиріч, Новомалин, Будераж. То була перша оборонна лінія, яка проходила вздовж річок Вілії та Горині. Друга оборонна лінія проходила по городищах Дорогобуж, Тайкури, Дермань. Третя оборонна лінія проходила по городищах Хотин, Грабів, Шпанів, Басів Кут, Новомлинськ і Стубло. Розташування цих городищ вказує на певний сенс орієнтування волинян на небезпеку, що загрожувала їм зі сходу. Це була так звана Погорина лінія оборони.

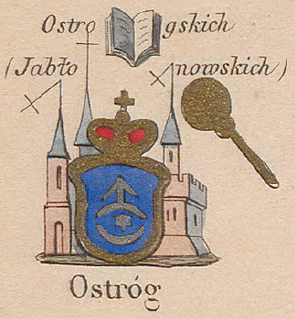
Острог на мапі Зигмунда Герстмана

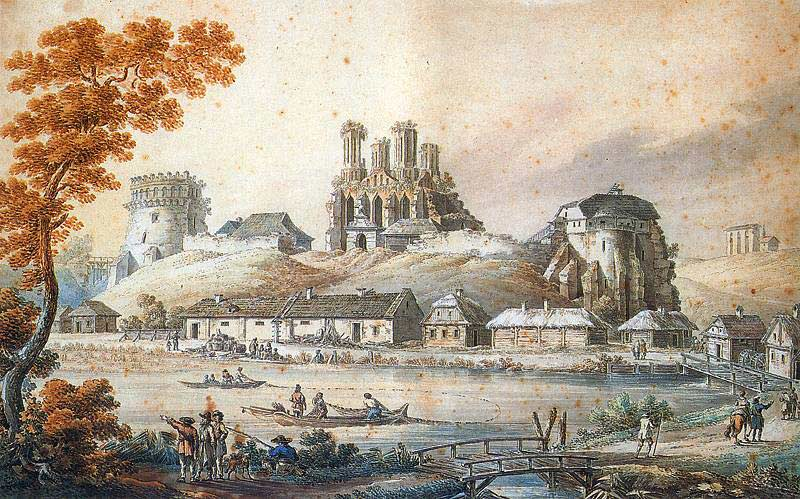
З. Фогель. Острозький замок, 1796

У 1450 році Василь Острозький закінчує спорудження Богоявленського собору на місці дерев'яної церкви. У 1521 році він був ще раз перебудований. Завдяки фортифікації місто не раз відбивало напади татар, а 1508 року під Острогом князь Костянтин Іванович розбив велике татарське військо і захопив багато полонених, яких оселив на передмісті. В Острозі була мечеть, відома з 1565, припинила існування до 1708 року. У 16-му столітті Острог став значним осередком ремесел і торгівлі, важливим центром православ'я в Україні, вогнищем освіти і культури.
Костянтин Василь Острозький 1576 року заснував тут славну Острозьку академію, зібрав у ній видатних науковців і педагогів того часу — Герасима Смотрицького, Йова Борецького, Дем'яна Наливайка та багатьох інших. В академії навчалися гетьман Петро Сагайдачний, науковець і письменник Мелетій Смотрицький та багато інших. В Острозі також працював Іван Федоров, який видавав свої відомі книги, такі, як «Буквар», «Новий завіт з Псалтирем», Острозька Біблія та ін. Князь Острозький запросив відомого в той час друкаря Івана Федорова, оскільки хотів видати слов'янську Біблію. Іван Федоров був на той час визначним майстром книги, гравером, друкарем. Налагодивши друкарню, Іван Федоров 1581 року видав славнозвісну «Острозьку біблію» давньоукраїнською мовою. Це була в той час найбільша й найкраще видана книга — неперевершений шедевр друкарського й графічного мистецтва, передмову до якої написав сам князь Костянтин. Це видання було відоме не лише в Речі Посполитій, а й в Московії та Європі. 1620 року «Острозька біблія» була зареєстрована в каталозі бібліотеки Оксфорда, її мали шведський король Густав II Адольф (примірник книги зберігається у Королівській бібліотеці Копенгагена), кардинал Франческо Барберіні.
1585 року Острог отримав самоврядування за магдебурзьким правом. В Острозі сходились торгові шляхи з Польщі, Молдавії, країн Західної Європи, Балкан, Білорусі, Криму, Литви, Московії та ін. Жваві економічні зв'язки сприяли економічному зростанні Острога. Порівняно з 14 ст. у 16 ст. його територія збільшилась в 10 разів. Острог став п'ятим за величиною містом в Україні, поступаючись тільки Києву, Львову, Луцьку і Кам'янцю.
У другій половині 16 століття магнатові Костянтину Василю Острозькому належала третина усієї Волині; він мав великі маєтності в Київському, Переяславському, Канівському та Черкаському староствах. На підвладних йому землях було 80 міст та містечок, 2760 сіл, два мільйони морґів землі (близько 1 млн га). Після смерті Костянтина Василя Острозького роль міста в культурному житті України зменшилась.
Після укладення Люблінської унії 1569 року Острог опинився в складі Речі Посполитої.
1624 року за сприяння дідички Анни-Алоїзи Острозької було засновано єзуїтський колегіум Через два роки було закладено наріжний камінь костелу святих Ігнатія Лойоли та Франциска Ксаверія (єзуїтів)
В 1636 році другий чоловік Єлизавети Заславської (1 voto Гербурт) Максиміліан Пшерембський поставив свого пробоща в костелі, який перед цим займали кальвіністи (предиканти), що призвело до конфлікту з власником міста Анджеєм Реєм.
1648 року єзуїти покинули місто. У 1649 році дощенту згоріла нова будівля Колегіуму єзуїтів
12 вересня 1670 року укладена угода між Михайлом Ханенком і представниками короля Міхала Корибута Вишневецького.
Острозька ординація в 17 столітті перейшла до Заславських, потім до Вишневецьких, 1700 року — до Сангушків. Після кількаразового руйнування Острога в роки Хмельниччини й пізніших воєн місто занепало, тому сейм підтвердив усі попередні привілеї Острога. У 18 столітті місто не раз знищували пожежі, зокрема 1737, 1756 й 1775 року. Після захоплення Волині Російською імперією 1793 року Острог став повітовим містом Волинської губернії.
В 1795 році Острог отримує підтвердження статусу міста.
1889 року трапилась загальноміська пожежа, під час неї згоріла Успенська церква, яка не відбудовувалася.

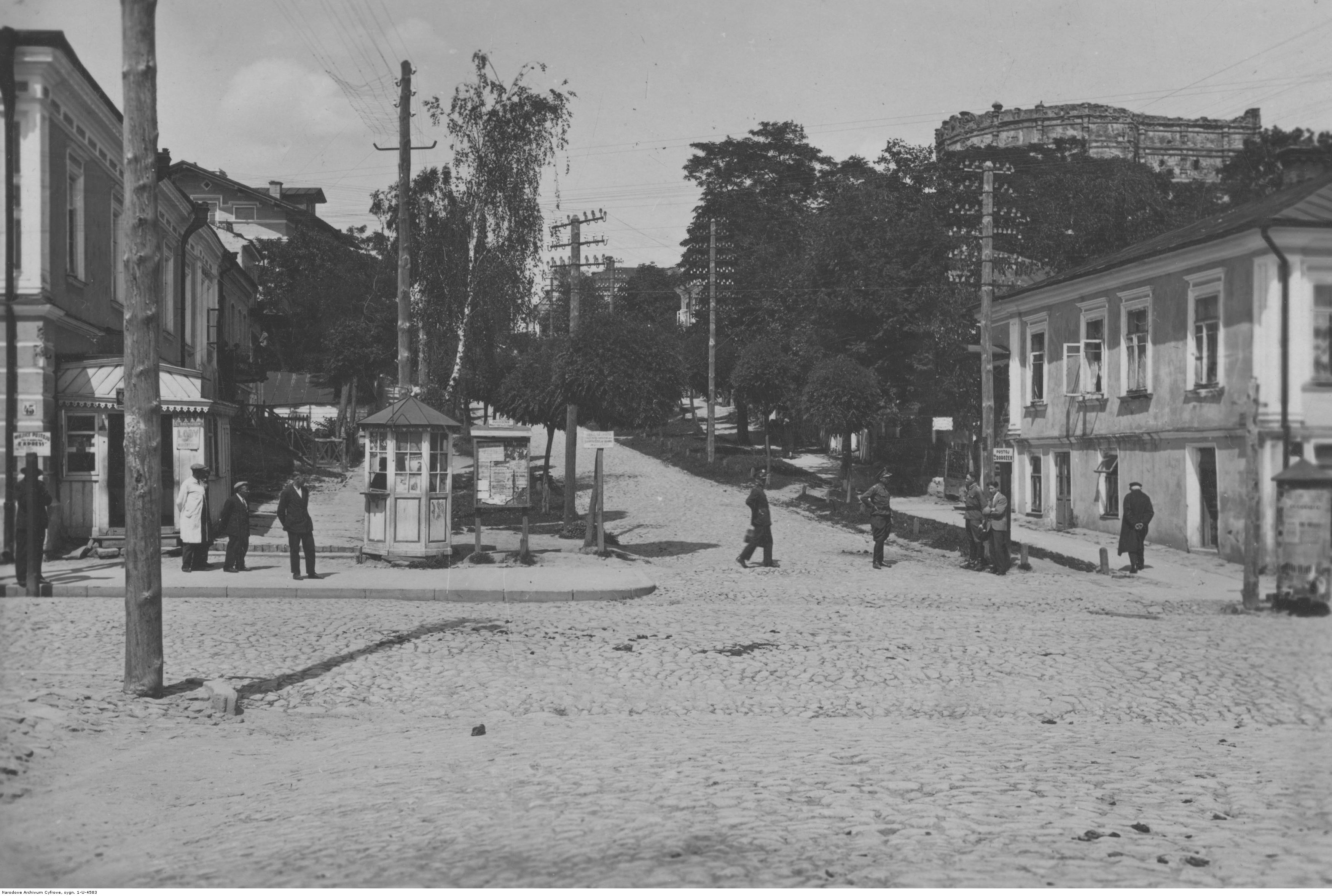
Острог, вид на теперешню вулицю Чорновола, поодаль Луцька вежа

Після поразки визвольних змагань Острог опинився у складі Другої Речі Посполитої. 1 січня 1925 р. центр повіту перенесено до Здолбунова.
1 квітня 1927 р. межі міста було розширено шляхом приєднання вилучених із сільської гміни Хорів сіл Белмаж, Красностав і Татарська Вулиця та хутора Кавказ, неналежних до жодної гміни хуторів Кідри і Карпати та лук Поштарка, Лепеха і Вигін.
Розпорядженням міністра внутрішніх справ 28 березня 1934 р. територія міста розширена шляхом вилучення з сільської ґміни Новомалін поселення «дільниця Кідри» та приєднання його до міста.
1939 року відкрито міський театр.
У 1939 році — анексія Радянським Союзом.
1940 — всі єврейські установи були закриті, багато єврейських родин були вислані у віддалені райони Радянського Союзу. 27-28 червня 1941 року Червона армія обстріляла з гармат місто, у метричній книзі Святовоскресенської церкви зафіксовані імена 21 загиблого парафіянина . 3 липня 1941 року — німецько-гітлерівські війська окупували місто. Єврейське населення Острога в цей час становило 9,5 тис. осіб. 4 серпня 1941 року в лісах під містом було знищено 3000 євреїв, під час наступної акції 1 вересня було вбито ще 2,5 тис. осіб. 15 жовтня 1942 року в околицях міста німцями і поліцаями було знищено решту євреїв — близько трьох тисяч осіб.
13 січня 1944 року радянська армія ввійшла в місто.
7 липня 1995 року постановою Верховної Ради України № 275/95-ВР місто Острог віднесено до категорії міст обласного значення.

## Населення

### Чисельність
| рік  | населення |
| ---- | --------- |
| 1882 | 7 717     |
| 1897 | 14 749    |
| 1903 | 16 586    |
| 1921 | 12 975    |
| 1931 | 13 265    |
| 1937 | 15 000    |
| 2001 | 14 801    |
| 2007 | 15 202    |

З початку XIX століття і до 1941 року більшість населення складали євреї. У 1921 році чисельність єврейського населення Острога склала 7991 осіб (при загальній чисельності містян — 12 795), в 1939 р. — 10 500.
Розподіл населення за віком та статтю (2001):
| Стать | Всього | До 15 років | 15-24 | 25-44 | 45-64 | 65-85 | Понад 85 |
| --- | ------ | ----------- | ----- | ----- | ----- | ----- | -------- |
| Чоловіки | 6365   | 1284        | 1378  | 1825  | 1342  | 517   | 19       |
| Жінки | 7959   | 1247        | 1959  | 1969  | 1761  | 965   | 58       |
| \| Статево-вікова піраміда \| Статево-вікова піраміда \| Статево-вікова піраміда \| \| ----------------------- \| ----------------------- \| ----------------------- \| \| Чоловіки \| Вік \| Жінки \| \| 19 \| 85 + \| 58 \| \| 49 \| 80-84 \| 99 \| \| 90 \| 75-79 \| 242 \| \| 161 \| 70-74 \| 297 \| \| 217 \| 65-69 \| 327 \| \| 301 \| 60-64 \| 415 \| \| 248 \| 55-59 \| 336 \| \| 403 \| 50-54 \| 506 \| \| 390 \| 45-49 \| 504 \| \| 503 \| 40-44 \| 520 \| \| 405 \| 35-39 \| 468 \| \| 440 \| 30-34 \| 466 \| \| 477 \| 25-29 \| 515 \| \| 585 \| 20-24 \| 810 \| \| 793 \| 15-20 \| 1149 \| \| 552 \| 10-14 \| 508 \| \| 440 \| 5-9 \| 431 \| \| 292 \| 0-4 \| 308 \| |        |             |       |       |       |       |          |
| Статево-вікова піраміда |        |             |       |       |       |       |          |
| Чоловіки | Вік    | Жінки       |       |       |       |       |          |
| 19 | 85 +   | 58          |       |       |       |       |          |
| 49 | 80-84  | 99          |       |       |       |       |          |
| 90 | 75-79  | 242         |       |       |       |       |          |
| 161 | 70-74  | 297         |       |       |       |       |          |
| 217 | 65-69  | 327         |       |       |       |       |          |
| 301 | 60-64  | 415         |       |       |       |       |          |
| 248 | 55-59  | 336         |       |       |       |       |          |
| 403 | 50-54  | 506         |       |       |       |       |          |
| 390 | 45-49  | 504         |       |       |       |       |          |
| 503 | 40-44  | 520         |       |       |       |       |          |
| 405 | 35-39  | 468         |       |       |       |       |          |
| 440 | 30-34  | 466         |       |       |       |       |          |
| 477 | 25-29  | 515         |       |       |       |       |          |
| 585 | 20-24  | 810         |       |       |       |       |          |
| 793 | 15-20  | 1149        |       |       |       |       |          |
| 552 | 10-14  | 508         |       |       |       |       |          |
| 440 | 5-9    | 431         |       |       |       |       |          |
| 292 | 0-4    | 308         |       |       |       |       |          |

### Національний склад
Розподіл населення за національністю за даними перепису 2001 року:
| Національність  | Відсоток |
| --------------- | -------- |
| українці        | 94,92%   |
| росіяни         | 2,75%    |
| поляки          | 1,73%    |
| білоруси        | 0,18%    |
| інші/не вказали | 0,42%    |

### Мовний склад
Рідна мова населення за даними перепису 2001 року:
| Мова            | Чисельність, осіб | Доля   |
| --------------- | ----------------- | ------ |
| Українська      | 13 941            | 97,32% |
| Російська       | 346               | 2,42%  |
| Польська        | 11                | 0,08%  |
| Білоруська      | 11                | 0,08%  |
| Вірменська      | 8                 | 0,06%  |
| Румунська       | 5                 | 0,03%  |
| Інші/Не вказали | 3                 | 0,01%  |
| Разом           | 14 325            | 100%   |

## Економіка

### ТзОВ «Острозький завод мінеральної води»
У 2009 році через загальнодержавну та світову фінансово-економічну кризу виробництво продукції дещо скоротилося і склало 7,6 млн грн. або 84-6 % до рівня попереднього року. У 2010 році ситуація на заводі значно покращилася і за січень-жовтень цього року ним вироблено продукції на загальну суму 6,7 млн грн. або темп росту до відповідного періоду минулого року склав 102,3 відсотки.
На заводі працює 65 осіб.

## Транспорт
Через місто проходять автомобільні шляхи національного і регіонального значення: Н25 Городище — Рівне — Сарни — Старокостянтинів і Р26 Острог — Кременець — Радивилів. За 14 км на північ, у селі Оженин, розташована пасажирська залізнична станція Острог (Південно-Західна залізниця), залізничної лінії Шепетівка — Здолбунів.

## Культура

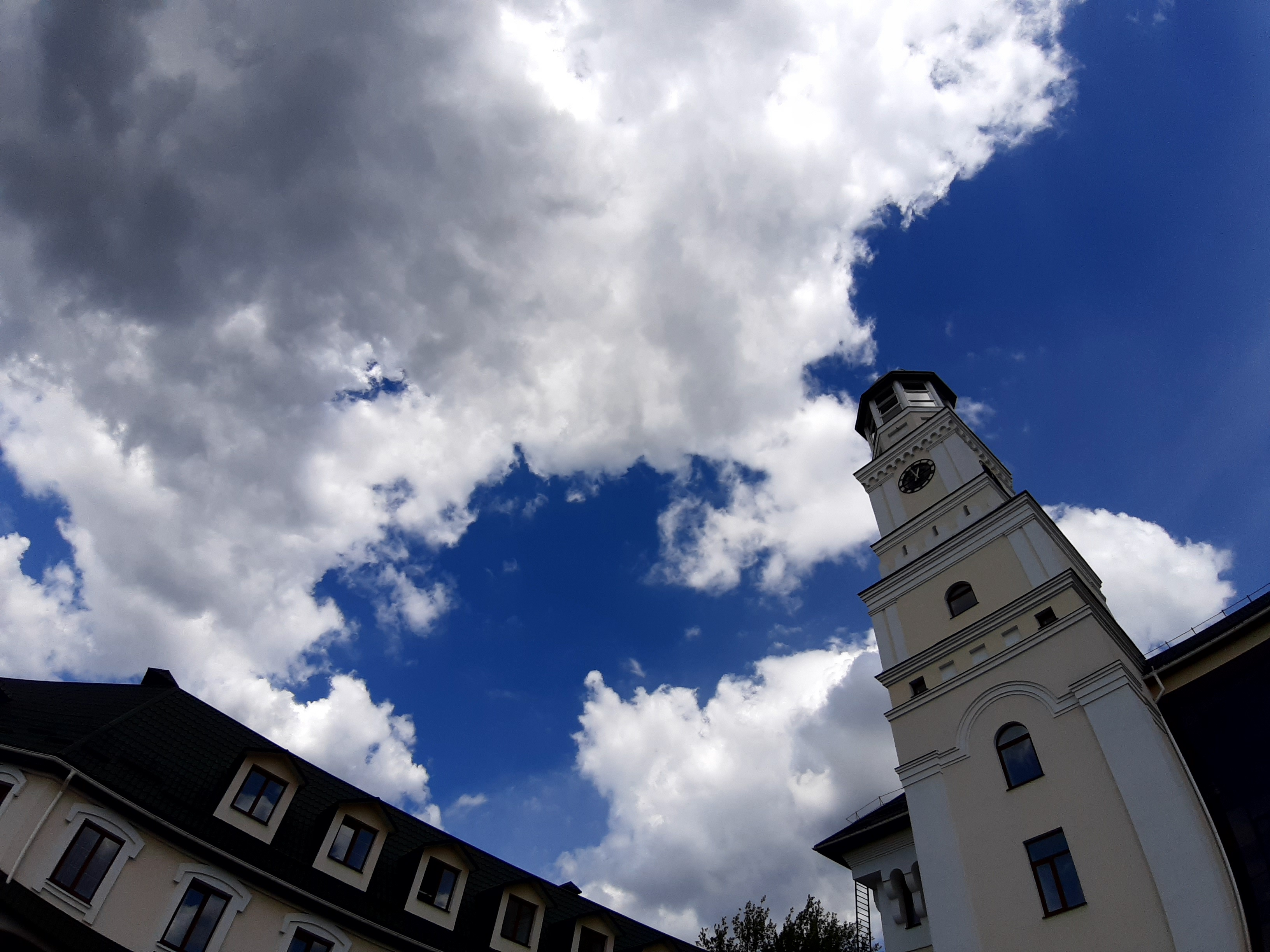
Відновлена коштом Острозької академії ратуша м. Острог

### Музеї
Від 1981 року в Острозі діє Державний історико-культурний заповідник, до складу якого нині входять Острозький замок з Богоявленською церквою і фрагменти міських укріплень. В складі заповідника здійснюють свою діяльність музейні установи:
- Острозький краєзнавчий музей;
- Музей книги і друкарства;
- Музей нумізматики.
- Підземелля Острога

### Пам'ятки
- Замок князів Острозьких
- Татарська брама
- Луцька брама
- Костел Успіння Діви Марії
- Кругла(нова) вежа в Острозі

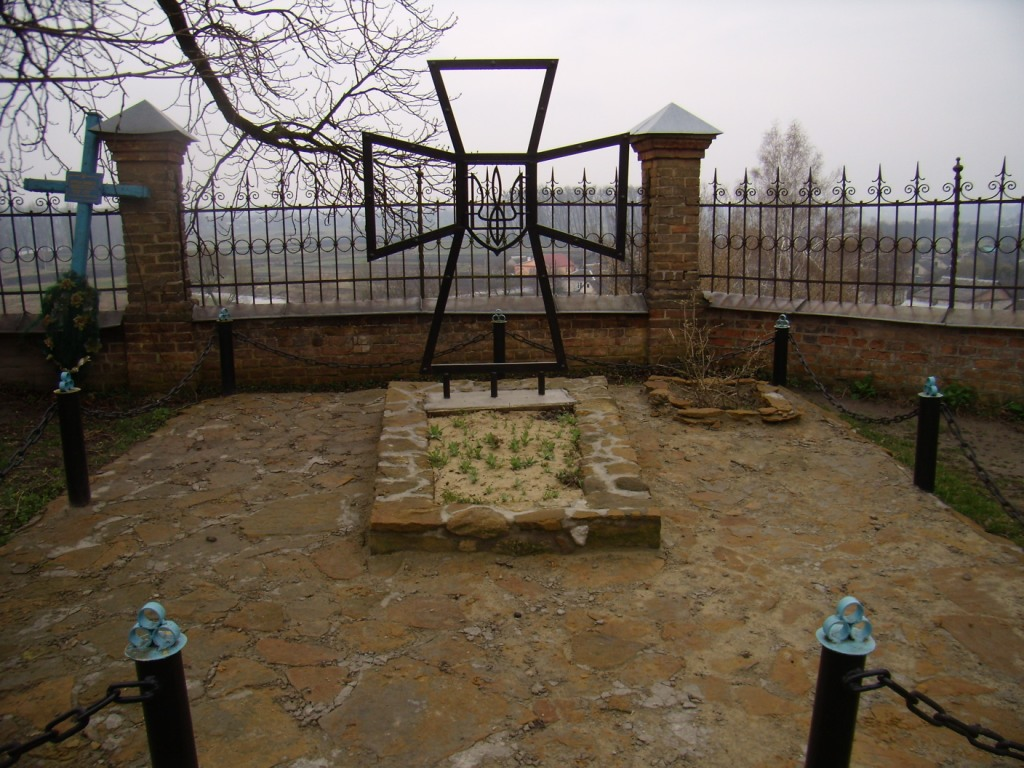
Братська могила воїнів УНР

Перелік пам'яток архітектури місцевого значення
- Велика синагога

Розташування: на південний схід від центральної частини міста, вулиця Лесі Українки. Пам'ятка єврейської архітектури в Україні XVI—XVII ст. В XVI—XVII ст. при синагозі працювала відома в Східній Європі єшива. Не використовується. Внесена до реєстру пам'яток під охоронним номером 190172.
- Капуцинський монастир
- Садиба князів Яблоновських

Розташована по вулиці Академічній 3. Житловий будинок XVIII сторіччя, з прилеглим дендропарком. Стан збереження — задовільний. Використовується релігійною громадою Української православної Церкви в м. Острог (Свято-Богоявленська парафія). Внесена до реєстру пам'яток під охоронним номером 190162.
- Пам'ятник князям Острозьким
- Острозький парк

### Рок-музика
Щороку у місті проводився фестиваль «Рок-Острог», місцем проведення якого найчастіше є Культурно-мистецький центр Національного університету «Острозька академія», гостями фестивалю здебільшого є гурти Острога та Рівненської області.
Також кілька разів проводився масштабний фестиваль «ІНШІ», на якому виступали такі гранди українського року, як Кому вниз, Тінь Сонця, Брем Стокер, Полинове поле та інші. З 2009 року започатковано фестиваль «Острогsession», що у 2014 році пройшов в форматі благодійного заходу.

## Релігія
У місті діють такі релігійні громади:
- Громада Богоявленського собору (УПЦ)
- Громада церкви Святого Миколая (Православна Церква України)
- Громада Свято-Воскресенської церкви (УПЦ)
- Громада костелу Успіння Пресвятої Діви Марії (Римо-Католицька церква)
- Громада Церква християн віри євангельської — баптистів (протестантизм, течія — баптизм)
- Громада парафії Святих Йоакима і Анни (УГКЦ)
- Громада церкви Святого Федора Острозького (ПЦУ)
- Громада Церква християн віри євангельської — п'ятидесятників (протестантизм, течія — п'ятидесятництво)
- Велика синагога (колишня)

## Освіта та наука
Система закладів освіти міста включає:
- 2 середні школи
- гімназія
- школа для глухонімих
- школа для розумово відсталих дітей
- вище професійне училище
- обласний ліцей-інтернат з посиленою військово-фізичною підготовкою
- Національний університет «Острозька академія»
- музична та спортивна школи
- 2 дитячих садки
- Заклад позашкільної освіти — «Будинок школяра»

## Спорт
У місті Острог функціонує ДЮСШ, у якій працюють секції: футбол, баскетбол, бокс та інші. Спортсмени беруть участь у міських та обласних змаганнях.

## Уродженці
- Єлизавета Острозька — княгиня, яка походила з давньоукраїнського князівського роду Острозьких, меценатка культури, засновниця Острозької академії.
- Сальський Володимир Петрович — Полковник генштабу, згодом генерал-хорунжий Армії УНР.
- Ярмолюк Максим Миколайович (2002—2023) — старший солдат Збройних сил України, учасник російсько-української війни.

## Міста-побратими
Берунь, Польща
Сандомир, Польща
Ейтенз, штат Огайо, США

## Галерея

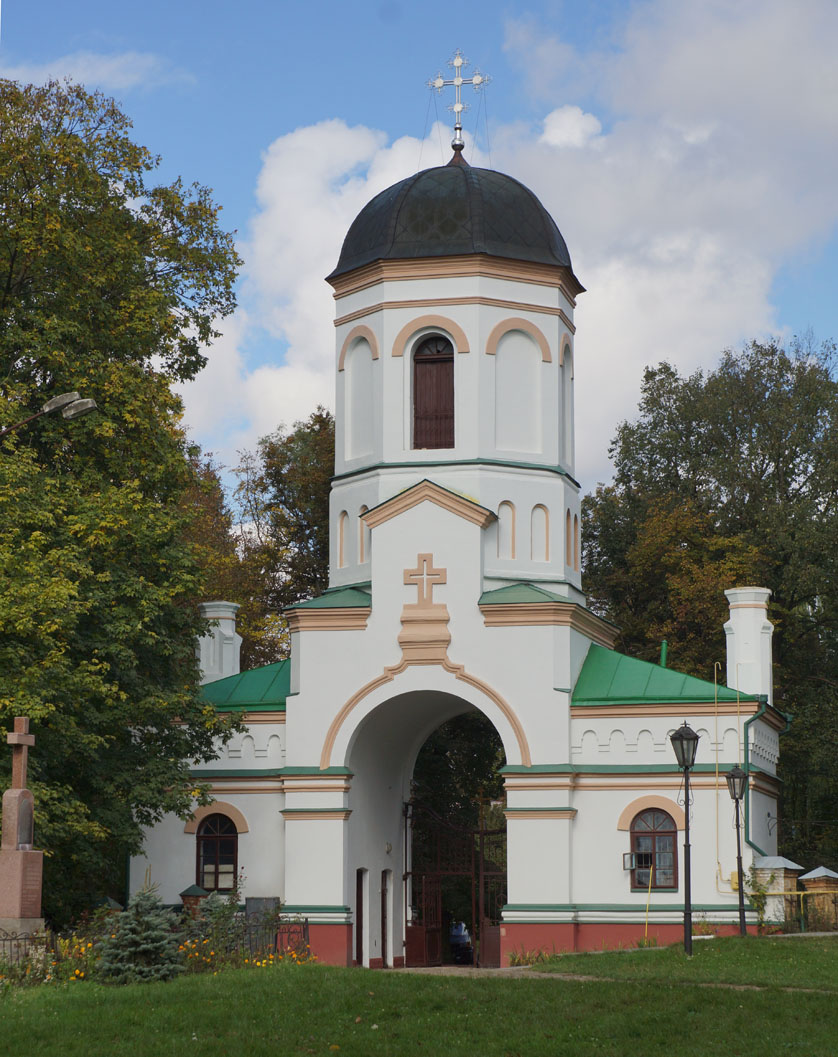
Надбрамна дзвіниця
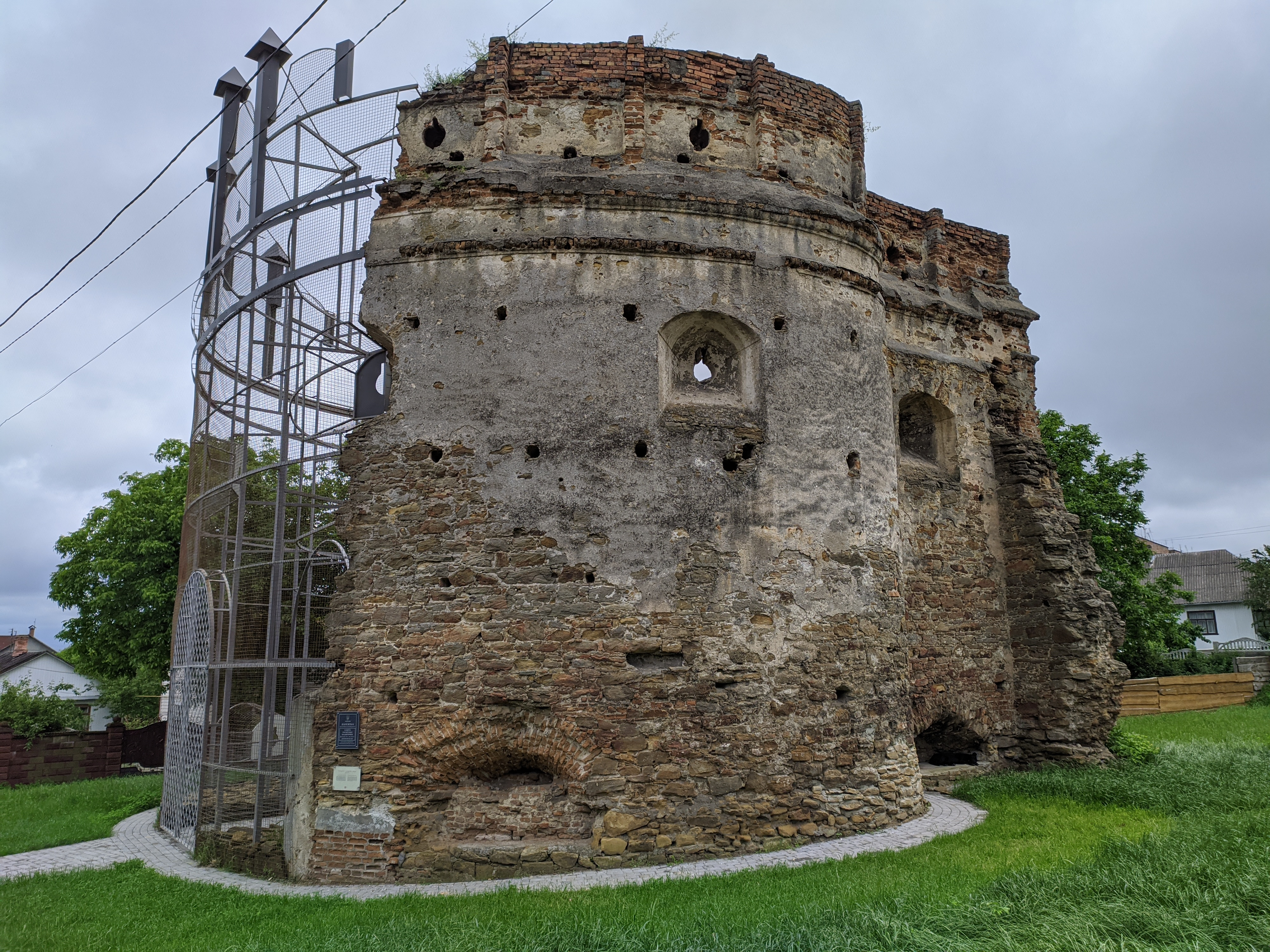
Татарська брама
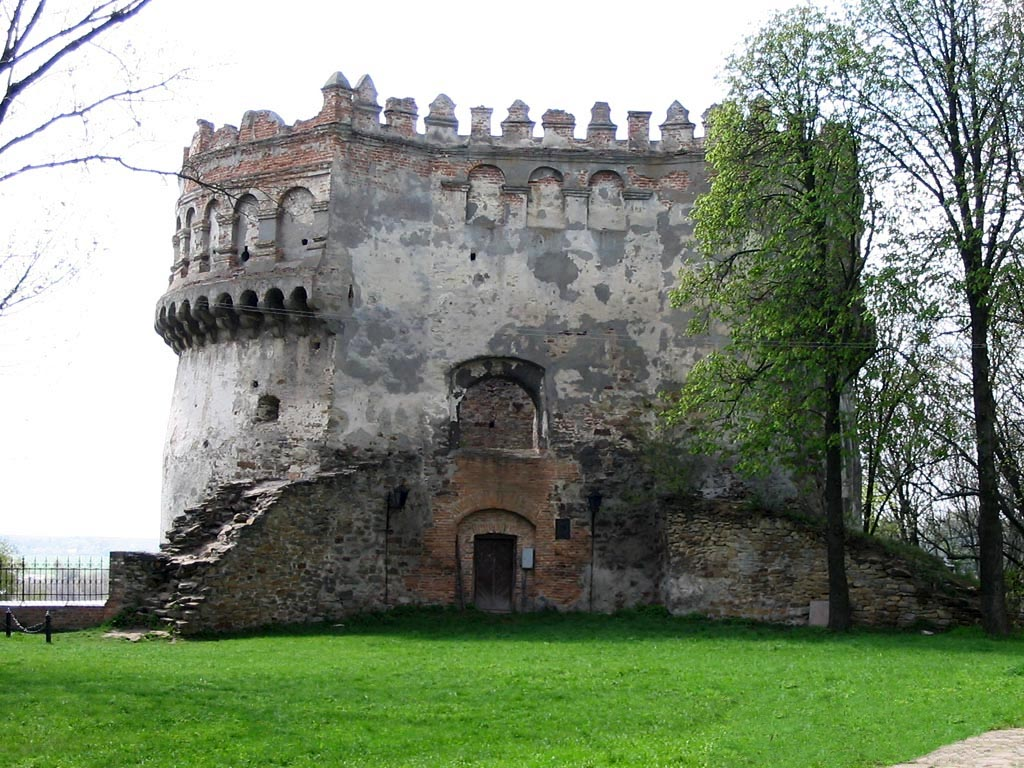
Нова (кругла) башта
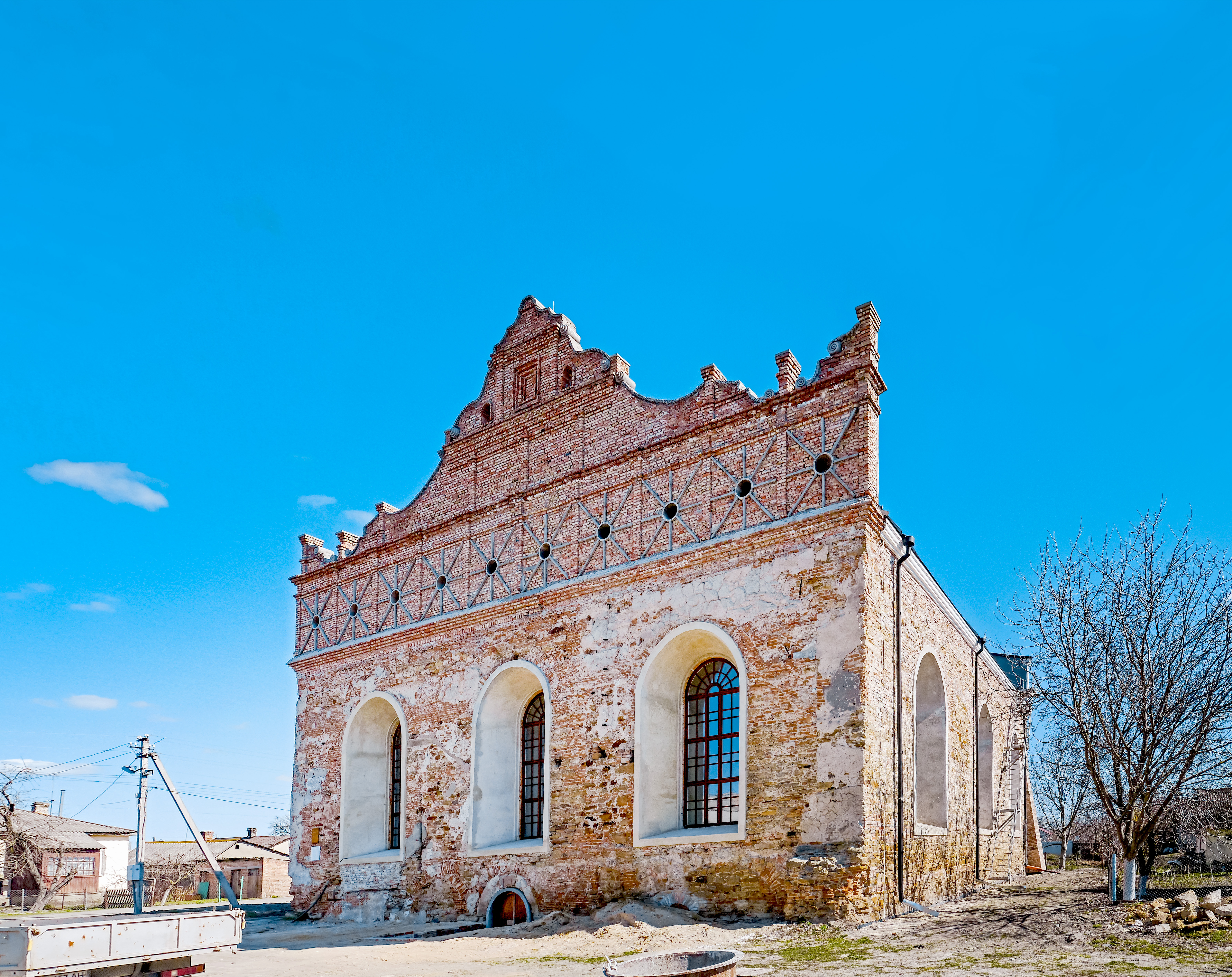
Синагога (реставрація)
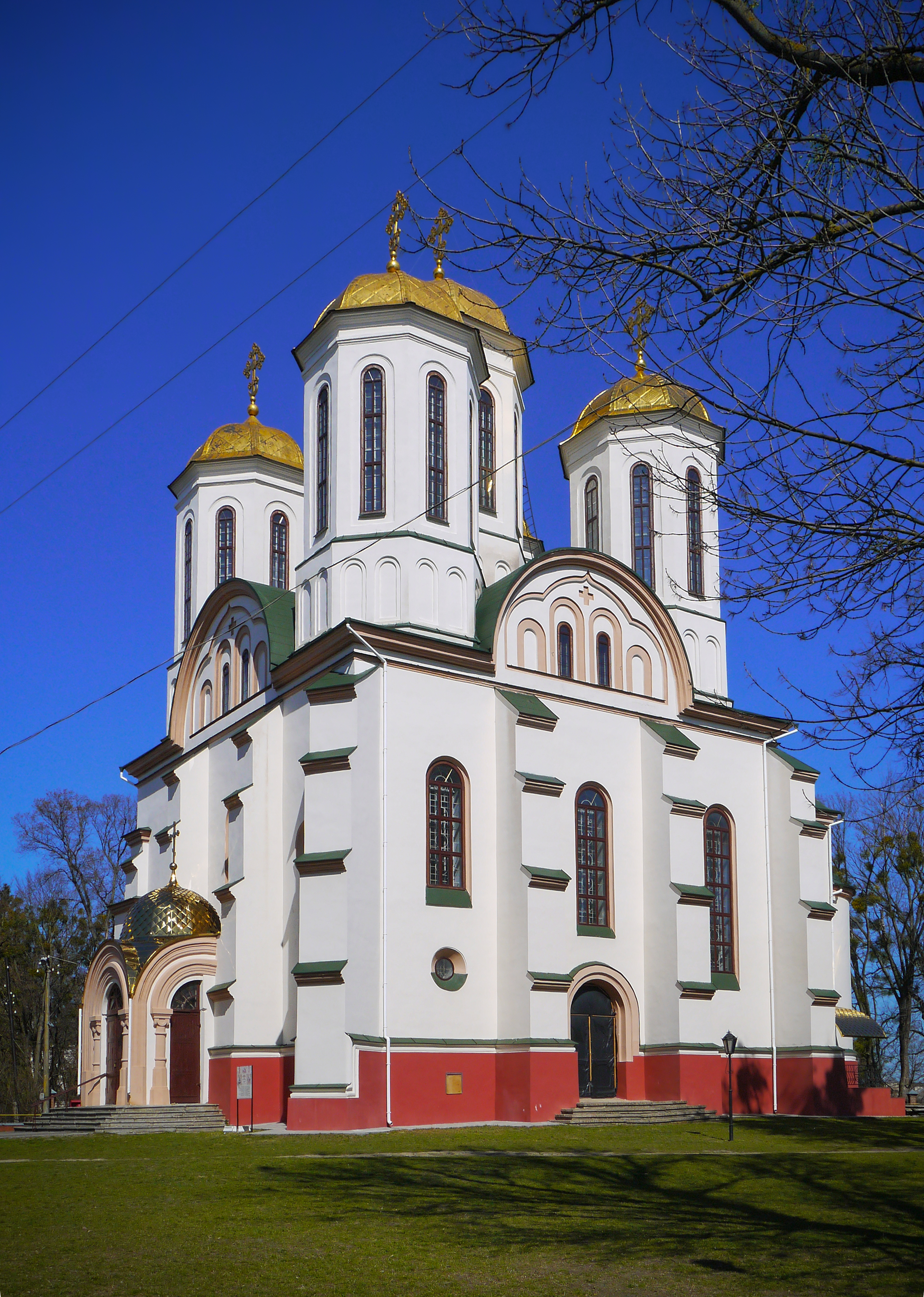
Богоявленський собор
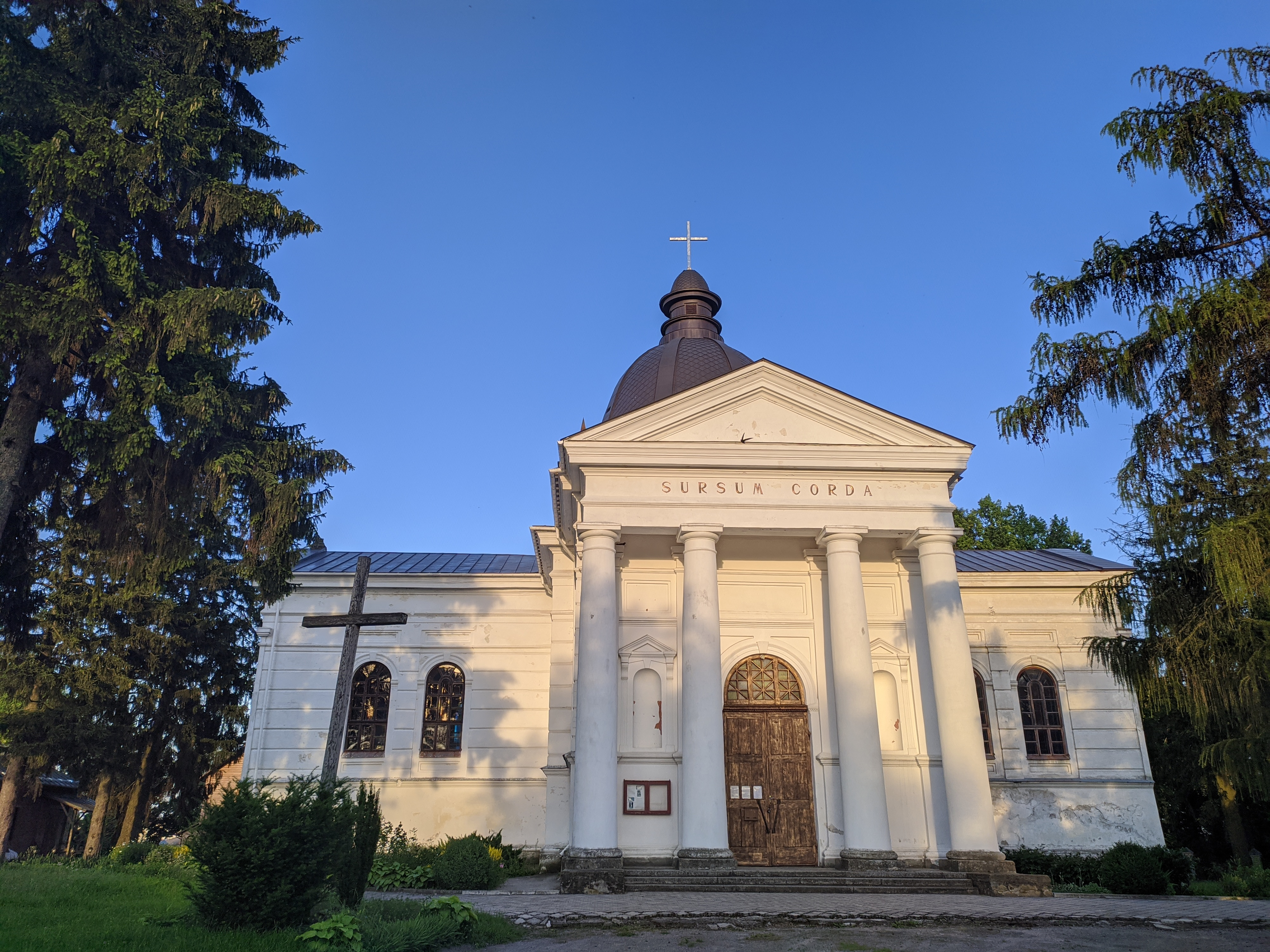
Костел Успіння Діви Марії